# Cristhian Yovanni Gutiérrez
 Cristhian Yovanni Gutiérrez Ramirez (Tegucigalpa, Honduras, 27 de febrero de 1998) es un futbolista hondureño. Juega de centrocampista y su equipo actual es el F. C. Motagua de la Liga Nacional de Honduras.

## Clubes
| Club                   | País     | Año       |
| ---------------------- | -------- | --------- |
| C. D. Real de Minas    | Honduras | 2018-2020 |
| Juticalpa F. C.        | Honduras | 2021-2022 |
| F. C. Motagua          | Honduras | 2022-2023 |
| Universidad Pedagógica | Honduras | 2023-Act. |

## Palmarés

### Campeonatos nacionales
| Título                    | Club            | País     | Año  |
| ------------------------- | --------------- | -------- | ---- |
| Torneo Apertura (Ascenso) | Juticalpa F. C. | Honduras | 2022 |